# Оморканов, Айваз Анварбекович
Оморканов Айваз Анварбекович (родился 2 июня 1996 года в г. Бишкек, Кыргызстан) — вице-президент и член Совета Международной федерации хоккея (ИИХФ), киргизский триатлет, чемпион Кыргызстана по триатлону, чемпион Кыргызстана по дуатлону и акватлону, мастер спорта Кыргызстана по триатлону, кандидат в мастера спорта по велоспорту. Возглавлял международный рейтинг Ironman 70.3 All World Athlete в 2020 году в возрастной категории 18-24.

## Биография
Родился 2 июня 1996 года в Бишкеке. По национальности — кыргыз. В 2017 году окончил бакалавриат Пекинского университета международной экономики и торговли (факультет - международная экономика и торговля), в 2019 году — окончил бакалавриат Кыргызского Национального университета (факультет - юриспруденция). С 2020 года проходит обучение на магистратуре в Дипломатической академии МИД КР им. К. Дикамбаева (факультет - международные отношения).

## Спортивная Карьера
Начал свою спортивную карьеру в 2018 году в городе Бишкек, Кыргызстан. Не имея профессионального спортивного прошлого, спустя 1,5 месяца тренировок выступил среди любителей на 2018 ITU World Triathlon Abu Dhabi и занял третье место в возрастной категории 18-24. После бронзовой медали решил не останавливаться на достигнутом, выступил на местном республиканском соревновании по велоспорту разделка "25 км" и сумел заслужить звание кандидата в мастера спорта по велоспорту, выполнив данный норматив по времени. Далее, принимает участие на Чемпионате Кыргызстана по триатлону и становится абсолютным чемпионом Кыргызстана. Также, в 2018 году соревнуется на двух гонках Ironman 70.3 в Астане и в Турции, где занимает 4 место и 7 место в своих возрастных категориях.
2019 год начинается с гонки Ironman 70.3 в Греции, где он снова занимает 4 место в своей возрастной категории, проиграв всего 2-3 минуты ближайшему конкуренту. Следующим стартом снова выбирает Ironman 70.3 Astana, где успешно завоевывает золото своей возрастной категории 18-24 и устанавливает новый рекорд Кыргызстана на полужелезную дистанцию со временем 4 часа 19 минут и 1 секунда.
После успешного выступления в Астане, принимает участие в Ironman 70.3 Xi'an. К сожалению из-за плохих погодных условий и качества воды, водный этап вынуждены были отменить и начать сразу с велосипеда. Айваз Оморканов успешно выступает и в очередной раз завоёвывает золото своей возрастной категории 18-24 и бронзу абсолютного зачета, наряду с этим выигрывает путевку на Ironman World Championship Kona 2020, тем самым становится первым в истории Кыргызстана триатлетом, который примет участие на Чемпионате Мира на железную дистанцию.
2020 год выступает на Ironman 70.3 в Дубае и завоевывает бронзовую медаль (возрастная категория 18-24) , в этом же году выступает на Ironman 70.3 в Турции, где занимает 1-место в возрастной категории и устанавливает новый абсолютный рекорд Кыргызстана на полужелезную дистанцию со временем 4 часа 9 минут 39 секунд.
2021 год становится чемпионом Кыргызстана по акватлону, занимает первое место на чемпионате Азии в возрастной категории 18-29. и выигрывает бронзовую медаль на Ironman 70.3 Гдынья в Польше (возрастная категория 25-29)

## Общественная деятельность
В 2017-2021гг. работает в федерации хоккея с шайбой Кыргызской Республики
В 2020 году в период пандемии Ковид-19 запустил благотворительную акцию по сбору средств для борьбы с коронавирусом во время прохождения полужелезной дистанции в домашних условиях, тем самым собрал около 500 тыс. сом, которые были направлены для поддержки медицинских работников.
С 2021 года — был избран вице-президентом и членом Совета Международной федерации хоккея ИИХФ. Самый молодой в истории международных спортивных федераций вице-президент.
В 2022 году успешно провел Чемпионат Мира по хоккею с шайбой Дивизион IV, который впервые в истории прошел в Бишкеке с участием Президента Международной федерации хоккея и Президента Кыргызской Республики.

## Награды и звания

### Награды
- Первое место Ironman 70.3 Астана, Казахстан 2019 (возрастная категория 18-24)[3]
- Первое место Ironman 70.3 Сиань, Китай 2019 (возрастная категория 18-24)[4]
- Первое место Ironman 70.3 Белек, Турция 2020 (возрастная категория 18-24)[6]
- Третье место Ironman 70.3 Дубай, ОАЭ 2020 (возрастная категория 18-24)[5]
- Третье место Ironman 70.3 Гдынья, Польша 2021 (возрастная категория 25-29)[8]
- Чемпион Кыргызстана по триатлону 2018
- Чемпион Кыргызстана по индоор-триатлону 2019, 2020
- Чемпион Кыргызстана по дуатлону 2019
- Чемпион Кыргызстана по акватлону 2021

### Звания
- Мастер спорта по триатлону Кыргызской Республики[12]
- Кандидат в мастера спорта по велоспорту Кыргызской Республики
- 1-й в рейтинге Ironman 70.3 All World Athlete 2020 (18-24)[1]

### Государственные награды
- Почетная грамота за весомый вклад в развитие физической культуры и спорта в Кыргызской Республике[13]
- Благодарственное письмо за активную гражданскую позицию в борьбе с последствиями пандемии коронавирусной инфекции, за содействие в работе и поддержку Штаба помощи.[14]
- Именные часы Президента Кыргызской Республики - за значительный вклад в развитие хоккея в Кыргызской Республике[15]